# Acide bromeux
L'acide bromeux de formule brute HBrO2 est un composé chimique instable. Les sels formés par sa base conjuguée, les bromites,,, ont été isolés, mais en solution acide, l'acide bromeux se décompose en brome.

## Première découverte
C'est en 1905 que Richards A.H. prouve l'existence de l'acide bromeux grâce à une série d'expériences menée dans le laboratoire de Telluride Mill, au Colorado Spring, Co.
L'une de ces expériences consiste à faire réagir une solution froide de nitrate d'argent (AgNO3) sur du dibrome aqueux selon la réaction :
- Br2 + AgNO3 + H2O → HBrO + AgBr + HNO3

Cependant, Richard a découvert que si le dibrome était ajouté en excès dans une solution concentrée en nitrate d'argent, le mécanisme de réaction était différent. En se basant sur le nombre de portions équivalentes d'acide-brome formé lors de la réaction précédente, le rapport entre l'oxygène et le brome a été calculé, la valeur exacte de O/Br est 0,149975/0,3745. Cette valeur suggère que le composé acide contient deux atomes d'oxygène pour un atome de brome, d'où la formule chimique HBrO2.
Richards a conclu sa découverte en expliquant le mécanisme de la réaction globale :
- Br2 + AgNO3 + H2O → HBrO + AgBr + HNO3
- 2AgNO3 + HBrO + Br2 + H2O  → HBrO2 + 2AgBr[5].

## Synthèse

### Propriété oxydante de HBrO2
HBrO2 est l'oxydant du couple HBrO2/HBrO, de demi-réaction associée:
- HBrO + H2O = HBrO2 + 2H+ + 2e−

Cette propriété est fréquemment utilisée lors de la synthèse de l'acide bromeux. En effet, l'acide bromeux peut être synthétisé en faisant réagir un oxydant sur l'acide hypobromeux (HBrO) 

#### Oxydation de HBrO par HClO
L'acide bromeux peut être produit par l'oxydation de l'acide hypobromeux (HBrO) par l'acide hypochloreux (HClO) selon la réaction : 
- HBrO + HClO → HBrO2 + HCl

### Dismutation de HBrO
L'acide hypobromeux est une espèce à la fois oxydante et réductrice. Elle peut donc dismuter pour donner de l'acide bromeux et de l'acide bromhydrique (HBr), selon la réaction : 
- 2 HBrO → HBrO2 + HBr

### Réaction de réarrangement
L'acide bromhydrique (HBr) peut réagir avec l'acide bromique (HBrO3) pour donner de l'acide bromeux par une réaction de réarrangement : 
- 2 HBrO3 + HBr → 3 HBrO2

## Réaction de Belooussov-Jabotinski
La réaction de Belooussov-Jabotinski est une réaction oscillante dont l'acide bromeux est un intermédiaire. Cette réaction résulte de la combinaison du bromate de potassium (KBrO3), du sulfate de cérium(IV) (Ce(SO4)2), de l'acide malonique et de l'acide citrique dans une solution d'acide sulfurique diluée. La réaction de formation de l'acide bromeux est celle de l'ion bromate (BrO3−) sur l'ion bromure (Br−),:
- BrO3− + Br− + 2H+ →  HBrO2  + HBrO

Les autres réactions important de cette réaction oscillante sont :
- HBrO2 + BrO3− + H+ → 2BrO2 + H2O
- 2HBrO2 → BrO3− + HOBr + H+

Cette réaction n'est pas un moyen de synthèse de l'acide bromeux (HBrO2) car il est seulement un intermédiaire. Néanmoins c'est un exemple original de réaction oscillante.